# エドワジエラ症
エドワジェラ症（えどわじえらしょう、英:edwardsiellosis）とはEdwardsiella tarda感染を原因とする魚類の感染症。同義語としてエドワジェラ症、エドワージエラ症。E. tardaはグラム陰性短桿菌であり、腸内細菌科に属する。E. tardaは硫化水素産生性があり、SS寒天培地やDHL寒天培地では中心部黒色のコロニーを形成する。E. tardaはオキシテトラサイクリンなどの抗生物質に感受性がある。

## ヒラメのエドワジエラ症
定型E. tarda感染を原因とする。外部所見として体色黒化、腹部膨満、腹水貯留、肛門の発赤、内部所見および病理所見は肝臓、脾臓、腎臓の肥大、肝臓、腎臓の膿瘍。

## マダイのエドワジエラ症
非定型E. tarda感染を原因とする。外部所見は頭部、体側部、尾柄部の発赤、膿瘍。内部所見および病理所見は脾臓に小白点。

## ウナギのパラコロ病
パラころ病とも。定型E. tarda感染を原因とする。外部所見は鰭や体表の発赤、肝臓や腎臓の腫大に伴う外観の腫脹。内部所見および病理所見は肝臓や腎臓の膿瘍。年間を通して発生し、シラスウナギでは急性の経過をとる。